# Herbstein
Herbstein is een plaats in de Duitse deelstaat Hessen, gelegen in de Vogelsbergkreis. De stad telt 4.709 inwoners.

## Geografie
Herbstein heeft een oppervlakte van 79,98 km² en ligt in het centrum van Duitsland, iets ten westen van het geografisch middelpunt.

## Plaatsen in de gemeente Herbstein
- Altenschlirf
- Herbstein
- Lanzenhain
- Rixfeld
- Schadges
- Schlechtenwegen
- Steinfurt
- Stockhausen

## Partnersteden
- Oelegem, nu deelgemeente van Ranst (België), sinds 1968
- Hévíz (Hongarije), sinds 1995

Alsfeld ·
Antrifttal ·
Feldatal ·
Freiensteinau ·
Gemünden (Felda) ·
Grebenau ·
Grebenhain ·
Herbstein ·
Homberg (Ohm) ·
Kirtorf ·
Lauterbach (Hessen) ·
Lautertal (Vogelsberg) ·
Mücke ·
Romrod ·
Schlitz ·
Schotten ·
Schwalmtal ·
Ulrichstein ·
Wartenberg